# Prairies subalpines de la cordillère centrale de Nouvelle-Guinée
Localisation
Les prairies subalpines de la cordillère centrale forment une écorégion terrestre définie par le Fonds mondial pour la nature (WWF), qui recouvre la chaîne centrale de montagnes de l'île de Nouvelle-Guinée. Elle appartient au biome des prairies et brousses d'altitude de l'écozone australasienne.